# 康纳尔·肯尼迪
康纳尔·肯尼迪（英語：John Conor Richardson Kennedy，1994年7月25日—）是小羅伯特·甘迺迪的兒子，是甘迺迪家族的后裔，羅伯特·弗朗西斯·甘迺迪的孫子。
他和美國唱作歌手泰勒·斯威夫特曾在2012年7月交往，但同年10月已分手。